# 육군항공기술학교
일본 육군항공기술학교(日本 陸軍航空技術学校)는 일본 사이타마현 도코로자와시에 있던 육군 군학교였었다. 1935년 8월 1일부터 1945년 6월 21일까지 운영되었다.